# 禍水妞圖像
禍水妞圖像（Jailbait images）是指外貌符合禍水妞定義的未成年人的性化圖像。禍水妞圖像跟一般兒童色情的區別在於前者「通常不會包含裸體」。它們主要拍攝前青少年期或青少年早期的少女身穿輕薄衣物（比如比基尼泳衣、短裙、内衣）的樣子。
禍水妞圖像在道德或法律上具有爭議性。有關圖像或搜尋字眼皆曾遭到審查。

## 法律與審查
禍水妞圖像的法律地位備受爭議。法律分析師杰弗里·托宾認為它們在美國是合法的。法律專家珊妮·霍斯汀則持懷疑態度，認為禍水妞圖像的尺度落在兒童色情的「边缘」，因此可能是違法的。儘管禍水妞圖像在美國可能是合法的，但大眾一般認為它們「意識不良」。Instagram和Tumblr皆禁止用戶以禍水妞作主題標籤。Google搜索建議亦不會向用戶返回此一字詞。禍水妞圖像的辯護者曾以言論自由和打入主流的未成年人性化映像（比如布蘭妮·斯皮爾斯為《爱的初告白》錄下的音樂錄像）作辯護理據。

## 線上流傳
人們常在少女的Facebook頁面收集其上傳的禍水妞圖像。部分網頁和論壇專為禍水妞圖像收集者而設。除了上传和分享图片，禍水妞圈子還會討論戀青少年、戀青少年與恋童的區別、某名少女是否年幼或成熟得不能歸類為「禍水妞」。《Vice》雜誌評論道，大多媒體在阿曼达·陶德自杀事件中忽略了禍水妞圖像討論版所扮演的角色。某個被指在陶德自杀前骚扰她的嫌疑人，有在禍水妞論壇上發文和圖片。該篇文章還形容禍水妞論壇是「互联网上一股非常隐蔽的力量，在當中可以發現过于聪明的恋童者對缺乏安全感的青少年進行『坑蒙拐骗』」。此外也有報導表示「它們提供了一道窗口，讓人們一探一些令人不安的想法」。部分禍水妞社群成員自稱為恋童者。

### Reddit爭議
Reddit的分版/r/jailbait曾是較具知名度的禍水妞圈子。人們在Google搜尋「jailbait」時，第一個結果就是這個分版。它一度成為把用戶導向至Reddit的第二大字眼，僅次於「Reddit」一詞。
2011年9月29日，安德森·库珀在其电视节目中花了一段时间谴责该分版和容許该分版存在的Reddit，使其受到广泛关注。2011年10月10日，该分版被Reddit管理員关闭。